# 川俣線
川俣線（かわまたせん）は、かつて福島県福島市の松川駅から同県伊達郡川俣町の岩代川俣駅までを結んでいた、日本国有鉄道（国鉄）の鉄道路線である。
改正鉄道敷設法別表第28項により「福島縣川俣ヨリ浪江ニ至ル鐵道」として当路線の浜通り方面への延長も計画されていたが、赤字83線廃止の取組みの一環として1972年（昭和47年）5月13日限りで廃止され、国鉄バスが代替交通機関として運行されていた。しかしその後身であるJRバス東北の路線バスも2005年（平成17年）3月31日限りで廃止となり、現在は自治体による代替運行が行われている。

## 歴史
| 年度 | 純収入 | 原価   | 営業係数 |
| ---- | ------ | ------ | -------- |
| 1952 | 14,225 | 28,797 | 202      |
| 1953 | 15,832 | 34,987 | 221      |
| 1954 | 15,931 | 35,603 | 223      |
| 1955 | 16,551 | 38,218 | 231      |
| 1956 | 16,144 | 40,887 | 253      |
| 1957 | 17,042 | 42,219 | 248      |
| 1958 | 16,403 | 41,731 | 254      |
| 1972 |        |        | 434      |

川俣は軽目羽二重の生産地として有名で、1915年12月には軽便鉄道の信達軌道の路線が通じたものの、鉄道貨物による需要地への絹織物の搬出と生産に必要な物資の搬入のため官鉄線が建設された。戦時中は線路が撤去され、戦後国鉄線として復活したものの、経営は年々悪化し1955年に廃止方針を打ち出したが地元の反対により頓挫した。
このため1958年に川俣線管理長を発足させた。この地方の産業経済の事情から巨額の資本投資は得策でないこと、線路撤去による自動車輸送は戦時中一度撤去したこともあり充分考慮しなければならないこと、企業性と公共性から最小限度の改変に止め営業範囲は従来のままとし、部内の整理可能業務を切り捨てて業務時間の充実及び不用資産の整理によって経費の縮減につとめることを経営方針としてあげた。
そして岩代飯野、岩代川俣両駅の駅長を廃し、松川駅長の管理駅とする、岩代川俣線路班を岩代飯野班に統合、岩代飯野駅の事務処理を岩代川俣駅で統合処理、岩代飯野駅の側線撤去、電気関係の保守周期を延長、国鉄バス福浪線発着の手荷物接続駅を岩代川俣駅から福島駅とする等経費削減を実行した。
しかし収支は一向に改善されなかった。やがて1968年になり国鉄の諮問委員会により廃止勧告がされることになった。これに対し福島県、川俣町、飯野町は廃止反対を表明し話し合いがされる様子がみられなかった。昭和45年度の経営成績は収入1955万円、経費8450万円、営業係数434とふるわなかった。このような状況で国鉄側は地元町長、町議、有力者と非公式接触を続けた結果、1972年3月になり関係市町長より仙台鉄道管理局長に廃止同意書が提出された。地元の要望は代替輸送は国鉄バスを運行しダイヤについても町の意向を尊重する。県道の整備、飯野市街地の交通渋滞の緩和のため廃線敷を利用して県道バイパスを建設することなどであった。これに対し国鉄では関係省庁と協議し国鉄バスは鉄道時代の6.5往復を15往復に増便。停留所も16箇所に増設することとし、川俣町からの福島直行便も6往復増便して35往復とした。道路整備については建設省より地元の要望があれば優先的に配慮するとの了解を得た。こうして、1972年（昭和47年）5月に廃止されることになった。

### 年表
- 1906年（明治39年）：松川 - 川俣間にトテ馬車が通る。
- 1919年（大正8年） 2月5日：川俣鉄道期成同盟会を結成。松川 - 川俣間に乗合自動車が通る。
- 1924年（大正13年）2月：起工。
- 1926年（大正15年）3月1日：松川 - 岩代川俣間 (12.2km) を開業。岩代飯野・岩代川俣の各駅を新設[7]。
- 1934年（昭和9年）
  - 9月1日：ガソリンカー運転開始[8]。
  - 11月1日：岩代大久保駅を新設[9]。
- 1938年（昭和13年）6月20日：省営自動車福浪線運輸営業開始（福島-岩代川俣駅-浪江駅間）[10]。
- 1941年（昭和16年）8月10日：岩代大久保駅を営業停止。再開せず[11]。
- 1943年（昭和18年）9月1日：不要不急線として全線 (12.2km) を休止。岩代飯野・岩代川俣の各駅を休止[12]。線路は釜石線に転用された。
- 1946年（昭和21年）
  - 4月20日：松川 - 岩代飯野間 (6.3km) を営業再開。岩代飯野駅の営業を再開[13]。
  - 7月1日：岩代飯野 - 岩代川俣間 (5.9km) を営業再開。岩代川俣駅の営業を再開[14]。
- 1966年（昭和41年）10月：ディーゼル車に変わる。
- 1972年（昭和47年）
  - 4月6日：廃止を申請。
  - 5月14日：全線 (12.2km) を廃止[2]。国鉄バスへ移行。

## 駅一覧
全駅福島県内に所在。接続路線の事業者名・所在地名は路線廃止時。
| 駅名       | 駅間営業キロ | 累計営業キロ | 接続路線               | 所在地                   |
| ---------- | ------------ | ------------ | ---------------------- | ------------------------ |
| 松川駅     | -            | 0.0          | 日本国有鉄道：東北本線 | 福島市                   |
| 岩代飯野駅 | 6.3          | 6.3          |                        | 伊達郡飯野町（現福島市） |
| 岩代川俣駅 | 5.9          | 12.2         |                        | 伊達郡川俣町             |

1941年（昭和16年）まで存在していた岩代大久保駅は松川起点7.2km地点に位置していた。

## 廃線後の状況
岩代飯野駅の跡地は国鉄バスの自動車駅「飯野町駅」（1992年無人化）が設置され、福島交通の立子山・医大経由福島駅東口行きと（渡利バイパス経由）福島駅東口行き（ジェイアールバス東北船福線廃止代替）、川俣線の廃止代替バス（自治体バス、下記参照）が発着する。2005年に駅跡に建てられていた飯野町駅待合室は取り壊され、簡易な屋根付きベンチが設置されている。現在は、敷地に「いいの交流館」が建てられている。
飯野町公民館敷地脇には川俣線で使用されていたのと同形式の蒸気機関車C12形が静態保存されている。
岩代川俣駅の跡地は記念碑と「元川俣駅資料館」が建てられており、資料館の方は集会所となっている。なお、資料館が建てられる前の1992年ごろまで、現在真岡鐵道で動態保存が行われている蒸気機関車C12 66が静態保存されていた。
以上の岩代飯野駅跡地・岩代川俣駅跡地に静態保存された2両の蒸気機関車C12形は、川俣線の廃止日の最終列車が走った後、松川駅からそれぞれの保存場所まで自走した。
現在の松川駅 - 岩代飯野駅間の廃線跡は、松川駅付近の一部が北芝電機天王原工場への専用線として残されているほかは、ほとんどが未整備であり、阿武隈川に架かる鉄橋の解体などで歩行困難な箇所もある。岩代飯野駅 - 岩代川俣駅間は、全て2車線の道路に整備されている。川俣町内が一部町道である他、国道114号（川俣バイパス）、福島県道39号川俣安達線になっている。

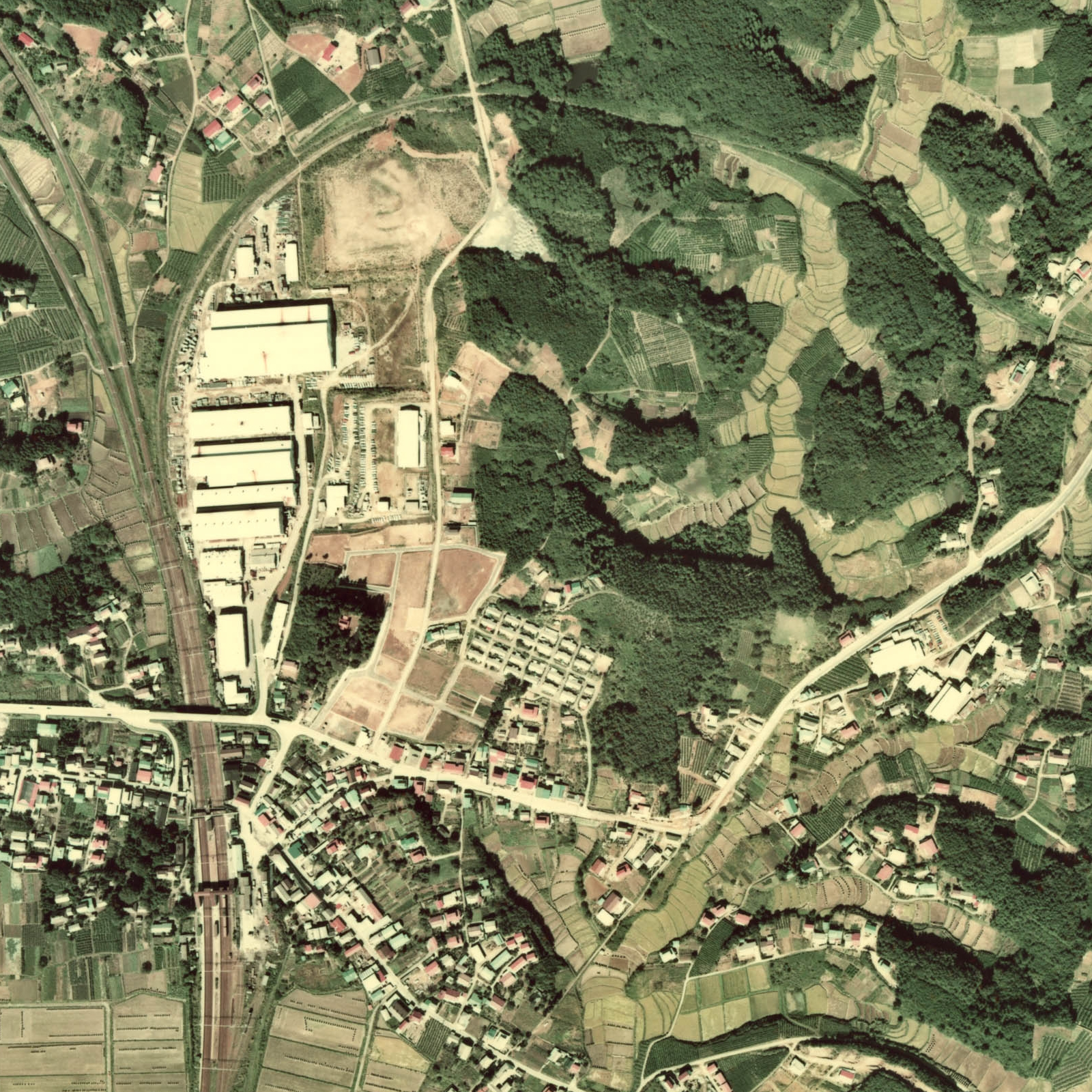
国鉄松川駅付近。鉄道廃止から3年経過しているが、線路跡を判別することが出来る。（昭和50年度国土交通省 国土地理院 地図・空中写真閲覧サービスの空中写真を基に作成）
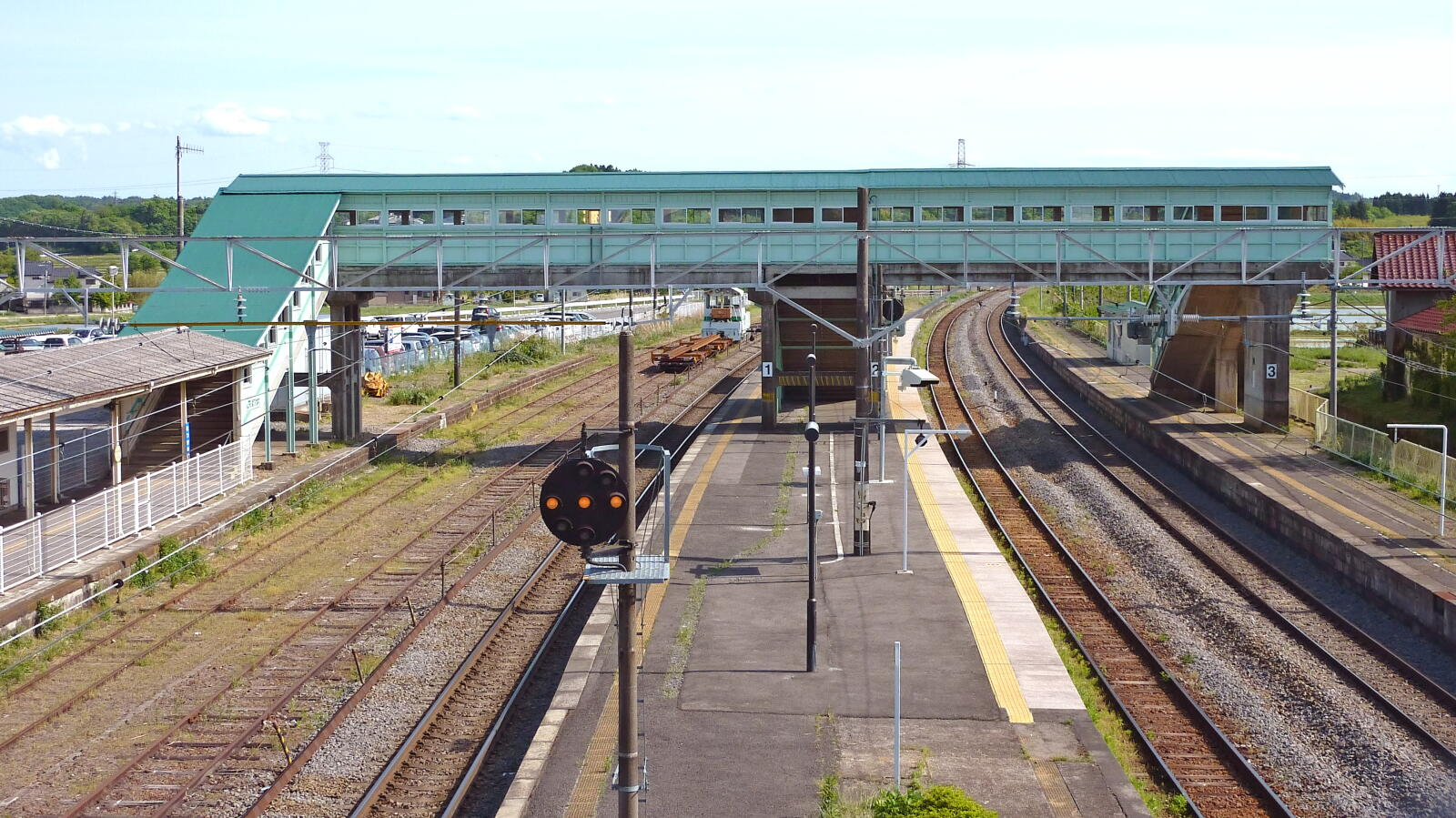
松川駅構内。川俣線の列車は白い柵がある駅舎側のホームから発着していた。
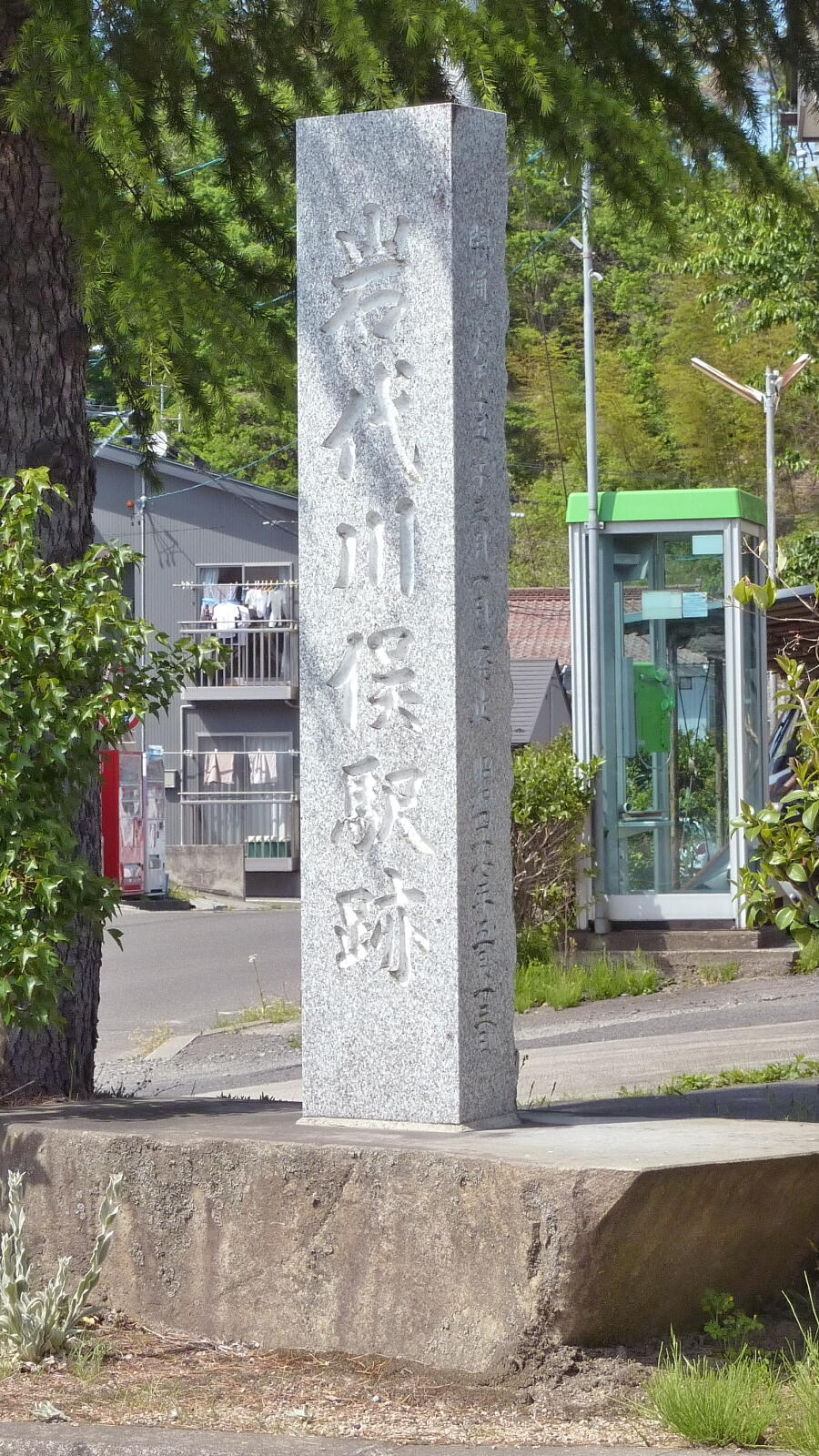
岩代川俣駅跡に建てられた記念碑
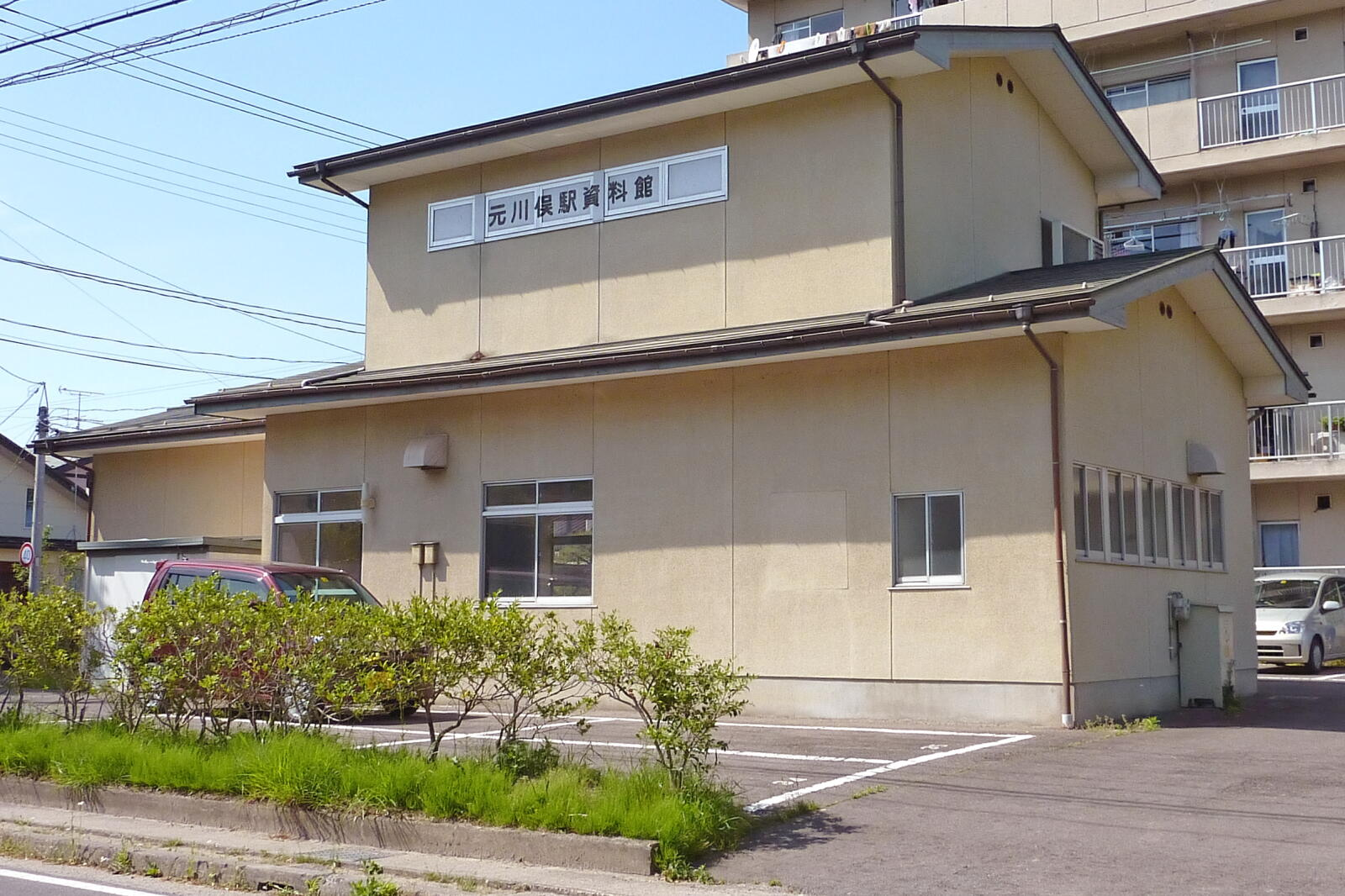
岩代川俣駅跡に建てられた元川俣駅資料館

## 廃止代替バス

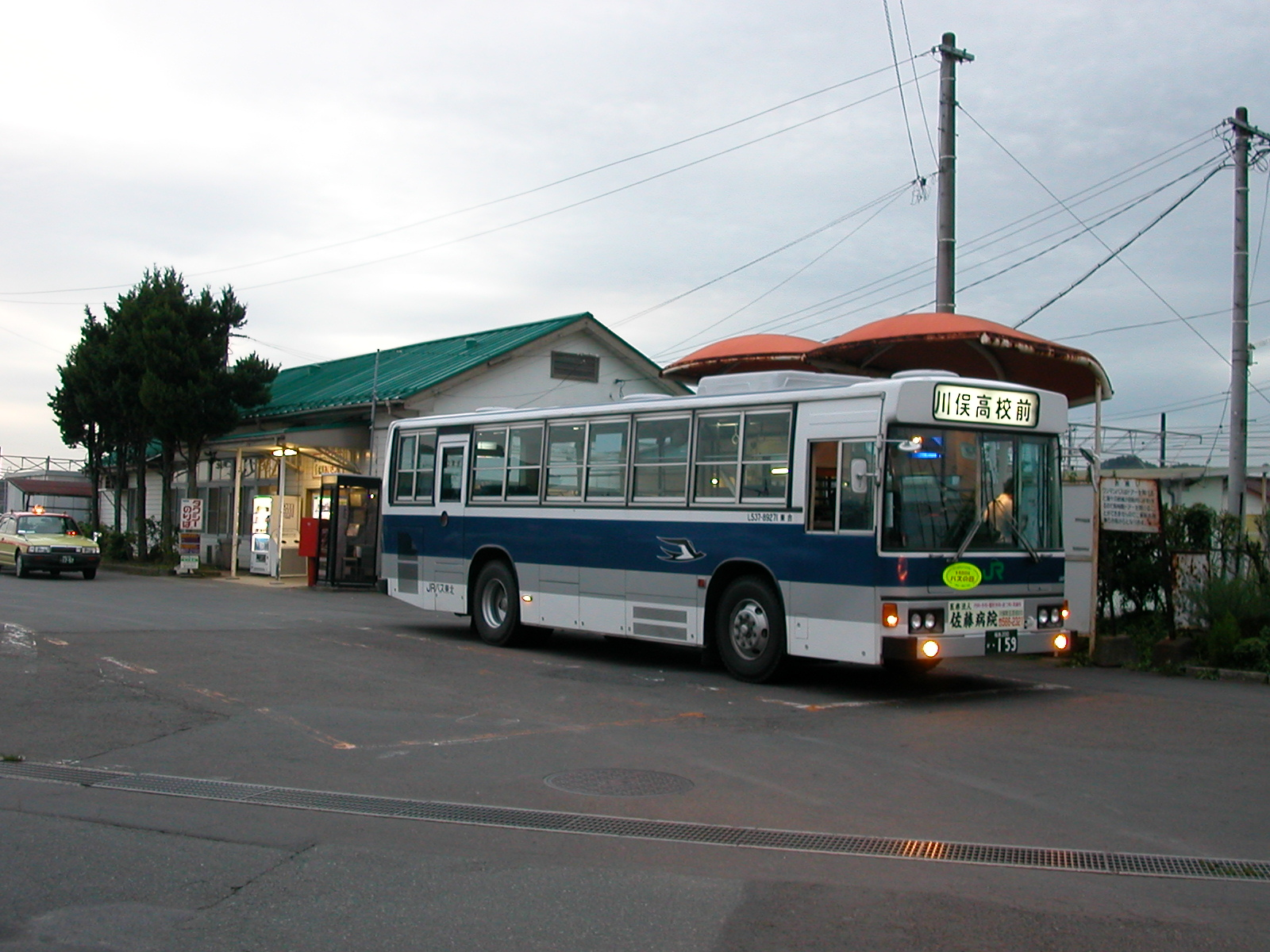
JRバス運行当時の松川駅：2004年

廃止直後から国鉄バスによって代替運行が開始され、JRバス東北に引き継がれたが利用者の減少から廃止され、現在は福島市・川俣町の2市町の代替バス（カネハチタクシー）が運行されている。なお福島駅へのJRバス（福浪線）は存続している。

### 運行経路
松川駅 - 飯野町 - 川俣町 - 川俣高校前（JRバス川俣車庫前）

### 沿革
- 1972年（昭和47年）5月14日 - 国鉄バス川俣線開業。
- 1987年（昭和62年）4月1日 - 国鉄分割民営化により東日本旅客鉄道が継承。
- 1988年（昭和63年）4月1日 - 自動車事業分割によりJRバス東北に譲渡。
- 2005年（平成17年）4月1日 - JRバス川俣線が前日運行分をもって廃止。川俣町・飯野町・福島市が共同運行する自治体バス「川俣松川線」代替運行開始。
- 2006年（平成18年）10月1日 - 飯野町 - 川俣高校前間を増便（福島交通医大・立子山経由川俣線の短縮に伴う）。
- 2008年（平成20年）7月1日 - 飯野町と福島市の合併により、川俣町と福島市が共同運行する自治体バス[16]となる。